# Xyris itatiayensis
Xyris itatiayensis là một loài thực vật hạt kín trong họ Hoàng đầu. Loài này được (Malme) Wand. & Sajo miêu tả khoa học đầu tiên năm 1996.